# Lib (isla)
Isla Lib ( en inglés: Lib Island) también conocida como Ellep es una isla del océano Pacífico. Pertenece a la cadena Ralik de las Islas Marshall. Comprende un área de 0,93 km² y posee una población de 115 personas.